# Leptocerus tineiformis
Leptocerus tineiformis là một loài Trichoptera trong họ Leptoceridae. Chúng phân bố ở miền Cổ bắc.